# Ravna Banja
Ravna Banja es un pueblo ubicado en la municipalidad de Medveđa, en el distrito de Jablanica, Serbia.

## Superficie
Posee una superficie de 19,54 kilómetros cuadrados.

## Demografía
Hasta 2011 la población era de 225 habitantes, con una densidad de población de 11,52 habitantes por kilómetro cuadrado.